# Zarrentin am Schaalsee

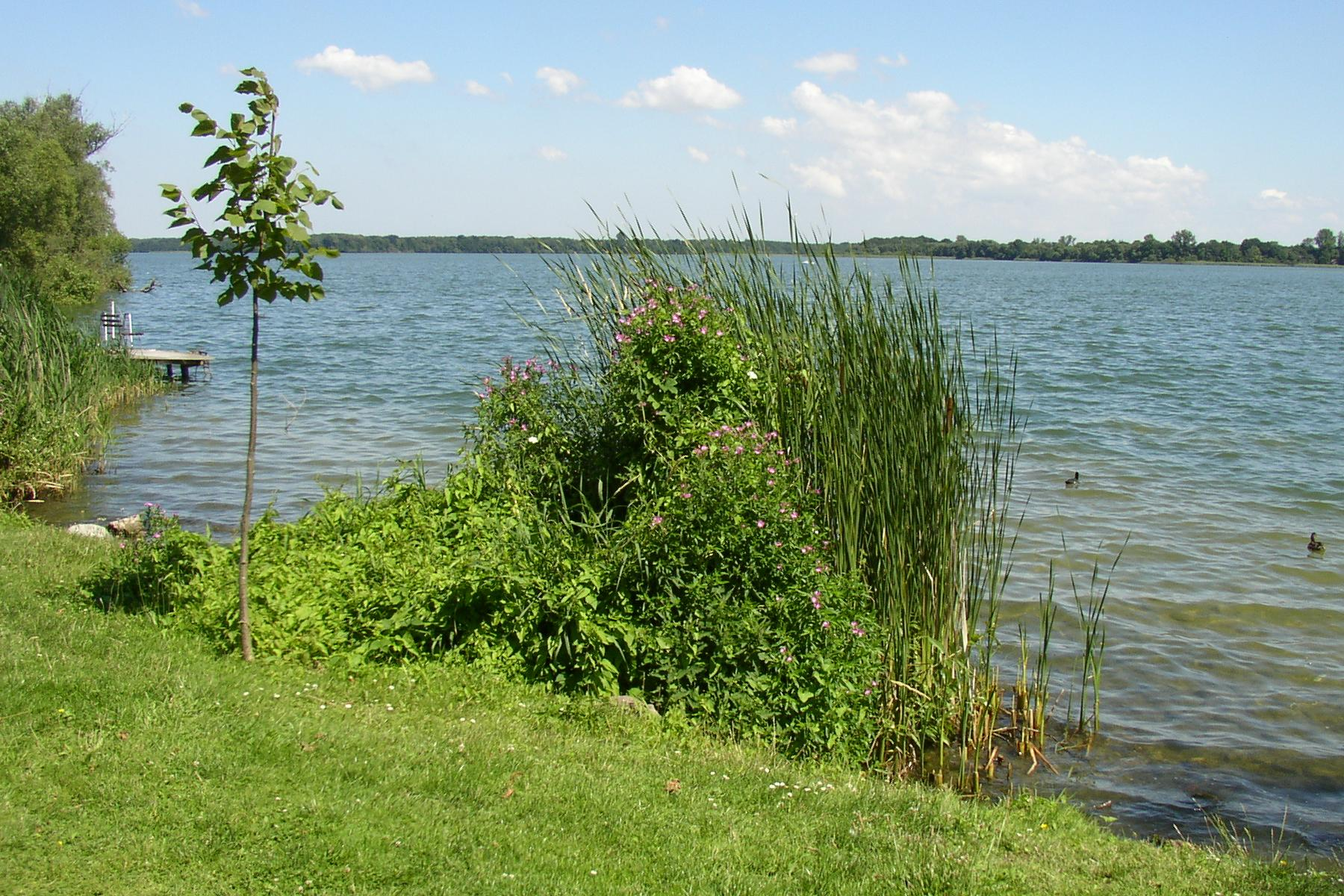
Schaalsee

Zarrentin am Schaalsee (Zarrentin jusqu'en 2004) est une ville de Mecklembourg-Poméranie-Occidentale, en Allemagne, dans l'arrondissement de Ludwigslust-Parchim.

## Géographie
Zarrentin am Schaalsee est située en bordure du lac Schaalsee, à l'ouest du Mecklembourg. La commune se situe à la frontière du Schleswig-Holstein, à 50 km à l'est de Hambourg et à 30 km à l'ouest de Schleswig.

## Quartiers
- Zarrentin
- Neu-Zarrentin
- Testorf
- Boize
- Lassahn
- Bantin
- Neuhof

## Patrimoine
On y trouve l'ancienne abbaye de Zarrentin.